# آن موريلي
آن موريلي هي مؤرخة بلجيكية، ولدت في 14 فبراير 1948 في بلجيكا.